# Machado (Cabo Verde)
Machado es una localidad caboverdiana del municipio de São Miguel.

## Geografía
La localidad está situada en la isla Santiago.

## Organización territorial
La localidad abarca los lugares y barrios de:
- Cruz Baixo
- Fonte Rocha
- Lém Sanches
- Terra Vermelha
- Viega Baixo
- Viega Riba